# 蒙若
蒙若（法語：Montjaux，法語發音：[mɔ̃ʒo]）是法国阿韦龙省的一个市镇，属于米约区。

## 地理
蒙若（44°6'9"N, 2°54'20"E）面积31.48 平方千米，位于法国奧克西塔尼大區阿韦龙省，该省份为法国南部内陆省份，位于法國中央高原南部，北起顺时针与康塔爾省、洛泽尔省、加尔省、埃罗省、塔恩省、塔恩-加龙省和洛特省接壤。
与蒙若接壤的市镇（或旧市镇、城区）包括：卡斯泰尔诺佩盖罗尔、孔普雷尼亚克、圣乔治德吕藏松、塔恩河畔圣罗姆、萨勒屈朗、塔恩河畔维亚拉。

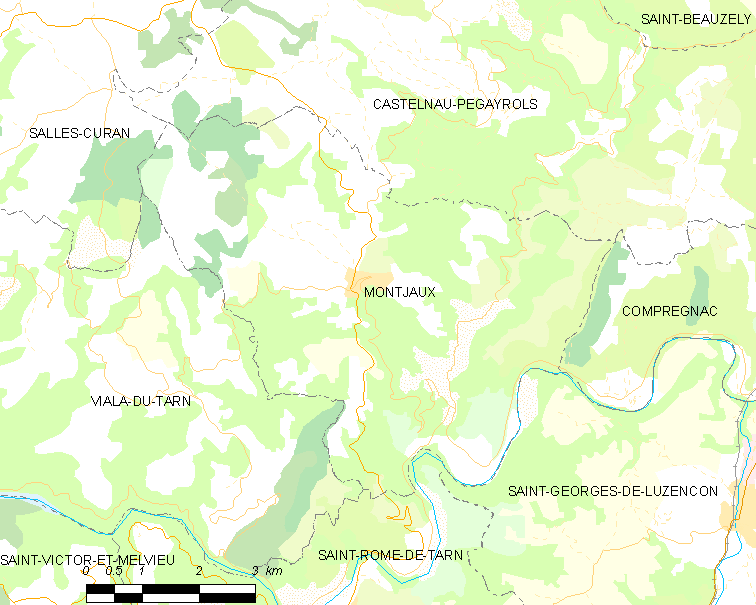
蒙若的OSM定位图

蒙若的时区为UTC+01:00、UTC+02:00（夏令时）。

## 行政
蒙若的邮政编码为12490，INSEE市镇编码为12153。

## 政治
蒙若所属的省级选区为塔恩-科斯县。

## 人口

1962-2008年间蒙若人口变化图示

蒙若于2022年1月1日时的人口数量为435人。